# Jose Antonio Vargas

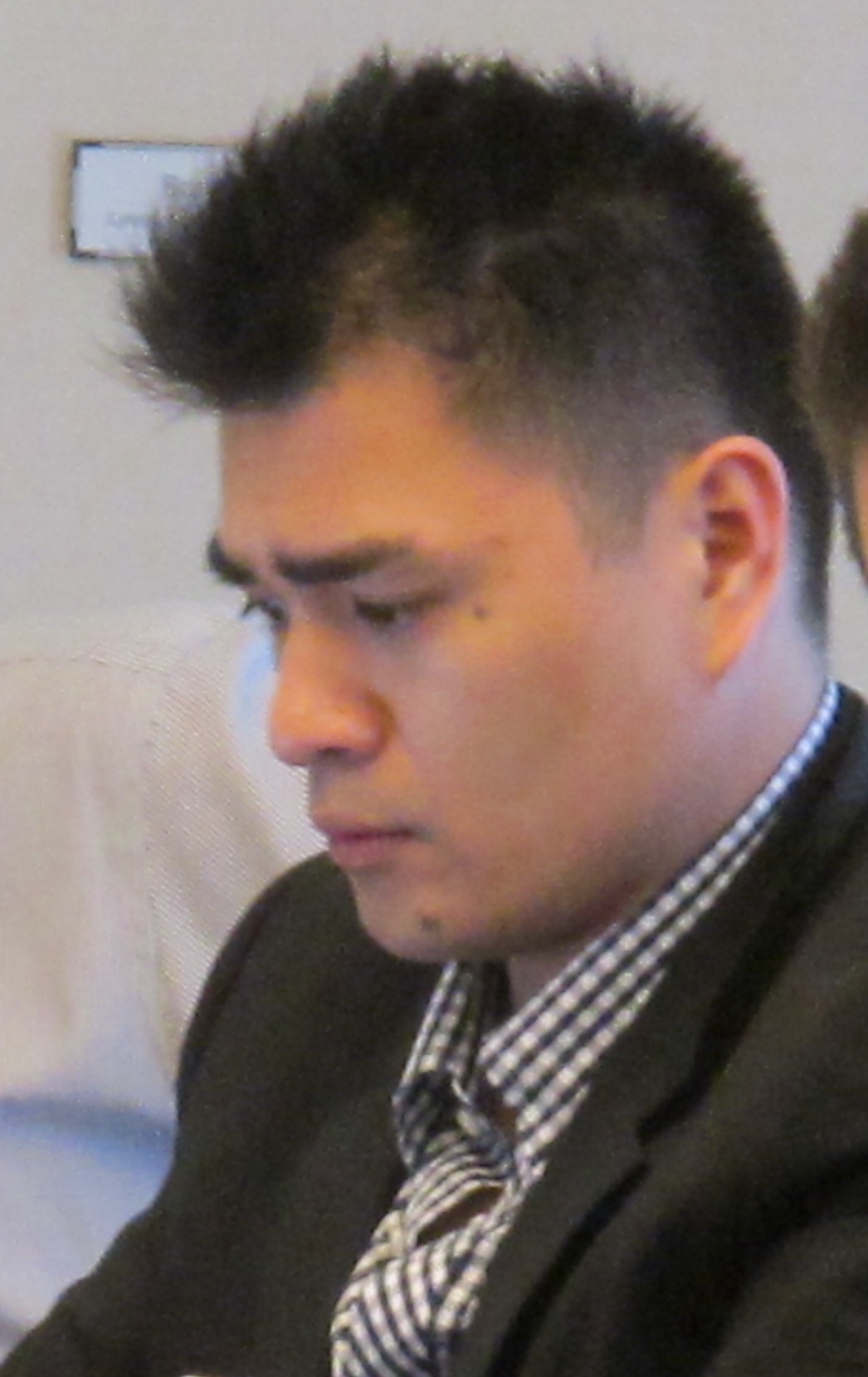
Jose Antonio Vargas (2010)

Jose Antonio Vargas (Antipolo, 3 februari 1981) is een Filipijns journalist, werkzaam in de Verenigde Staten. Vargas werd bekend met zijn rapportages over hiv en de schietpartij op Virginia Tech. Samen met andere journalisten van The Washington Post kreeg hij voor de rapportages over dat laatste onderwerp in 2008 een Pulitzerprijs. In 2011 maakte Vargas, naar aanleiding van Amerikaanse debatten over illegale immigratie, in een artikel in The New York Times bekend dat ook hij illegaal in de Verenigde Staten verblijft.

## Biografie
Vargas werd geboren in de Filipijnen. Zijn moeder stuurde hem op 12-jarig leeftijd op een toeristenvisum naar de Verenigde Staten, waar hij zonder de noodzakelijke papieren bleef wonen bij zijn grootouders in Mountain View, Californië. Vargas zelf kwam er pas achter dat hij illegaal in de Verenigde Staten verbleef toen hij in 1996 een rijbewijs aanvroeg met de door zijn familie vervalste identiteitspapieren. In 1998 begon zijn journalistieke carrière met een stage bij de Mountain View Chronicle. Later werd hij “copy boy” bij de San Francisco Chronicle” Tijdens zijn studie Politieke Wetenschappen aan de San Francisco State University liep hij stage aan de Philadelphia Daily News en later bij de Washington Post. Na het behalen van zijn diploma werd hij in 2004 door de Washington Post aangenomen, waar hij werkte voor de Style sectie van de krant. Hij maakte rapportages over de opkomst van de videogames en werd bekend met zijn uitvoerige rapportages over de Hiv-epidemie in Washington. Later in 2010 was deze rapportage de basis voor de documentaire The other City. In 2007 maakte hij onderdeel uit van het team journalisten dat verslag deed van de Schietpartij op Virginia Tech. Voor deze rapportages ontving het team van de Washington Post in 2008 een Pulitzerprijs in de categorie Breaking news. Verder versloeg hij politieke onderwerpen zoals de Amerikaanse presidentsverkiezingen in 2008 en schreef hij een column genaamd “The Clickocracy” op de website van de Post. In juli 2009 vertrok hij bij de Washington Post en ging hij werken voor The Huffington Post als technologie- en innovatieredacteur.
- Gemeinsame Normdatei: 1168653290
- International Standard Name Identifier: 0000 0003 6709 1042
- Library of Congress Control Number: no2012005098
- Nationale Bibliotheek van Polen: a0000003282482
- Système universitaire de documentation: 140711562
- Virtual International Authority File: 231373085
- WorldCat: E39PBJwtpV9QWjf6gWFyPjmjmd